# Manuel de Eguilior y Llaguno
Manuel de Eguilior y Llaguno (Limpias, Cantàbria, 3 d'abril de 1842 - Madrid, 31 de març de 1931) fou un advocat i polític espanyol, va ser ministre d'Hisenda durant la regència de Maria Cristina d'Habsburg-Lorena, i amb el regnat d'Alfons XIII, ministre d'Instrucció Pública i Belles arts i, novament, d'Hisenda

## Biografia
De família acabalada, va estudiar dret a Madrid, on va exercir com a advocat. Membre del Partit Liberal va iniciar la seva carrera política com a diputat per Laredo, Santander, en 1881 tornant a obtenir escó per la citada circumscripció electoral en les successives legislatures que es van succeir fins a 1898.
Fou Ministre d'Hisenda entre el 21 de gener i el 5 de juliol de 1890, repetiria al capdavant d'aquest ministeri ja durant el regnat d'Alfons XIII al govern que va presidir Sagasta entre el 15 de novembre i el 6 de desembre de 1902. Posteriorment ocuparia la cartera de ministre d'Instrucció Pública i Belles arts entre el 31 d'octubre i l'1 de desembre de 1905 en un govern presidit per Eugenio Montero Ríos.
Va ser Governador del Banc d'Espanya entre octubre de 1897 i març de 1899 i, posteriorment, entre gener i juliol de 1916.
En 1905 va rebre el títol de comte d'Albox per la seva participació, en qualitat de comissari regi, en les tasques de reconstrucció d'una comarca d'Almeria després de les inundacions que va sofrir en 1891.